# 장영달
장영달(張永達, 1948년 9월 26일 (음력 8월 24일) ~ )은 대한민국 정치인이다. 제14·15·16·17대 국회의원을 역임했고, 제13대 우석대학교 총장이다. 2018년 국군기무사령부 개혁위원회 위원장으로 활동했다.

## 학력
- 전주동국민학교 졸업
- 함안중학교 졸업
- 전주고등학교 졸업
- 국민대학교 행정학과 졸업
- 국민대학교 법학대학원 석사
- 한양대학교 행정학 박사

## 경력
- 1969년 - 국민대학교 입학.
- 1974년 - 유신반대 민청학련 사건으로 7년 복역.
- 1983년 9월 - 민주화운동청년연합 창립, 초대 부의장.
- 1985년 4월 - 민주통일민중운동연합 총무국장
- 1992년 5월 ~ 1996년 5월 : 제14대 국회의원 (전북 전주시·완산구 / 민주당 → 새정치국민회의)
- 1996년 5월 ~ 2000년 5월 : 제15대 국회의원 (전북 전주시·완산구 / 새정치국민회의 → 새천년민주당)
- 2000년 5월 ~ 2004년 5월 : 제16대 국회의원 (전북 전주시·완산구 / 새천년민주당 → 열린우리당)
- 2001년 : 제49대 대한축구협회 부회장
- 2002년 7월 : 제16대 국회 후반기 국방위원회 위원장
- 2004년 5월 ~ 2008년 5월 : 제17대 국회의원 (열린우리당 → 대통합민주신당 → 통합민주당)
- 2007년 1월 31일 : 열린우리당 원내대표
- 2018년 2월 ~ 2019년 7월 : 제13대 우석대학교 총장
- 2019년 7월 : 우석대학교 명예총장
- 대한민국헌정회 정책연구위원회 분과위원회 국방위원장
- 대한민국헌정회 국방위원장
- 대한민국헌정회 17대별국회의원회회장

## 사건
- 2008년 18대 총선에서 22,350표를 획득, 29,116표를 획득한 무소속의 이무영에게 뒤지며 낙선해 5선에 실패한다. 그러나 같은 해 12월 11일 대법원이 이무영에게 공직선거법 위반으로 벌금 300만원을 선고한 원심을 확정하여 당선 무효가 됨으로써 재보궐선거에 출마하려 했으나[1] 2009년 2월 16일  국회의원 재직 당시 인사청탁과 함께 700만원을 받아 정치자금법 위반 혐의로 불구속 기소되었으며, 징역 4월의 실형과 추징금 700만원을 선고하고 법정구속되었다.[2] 또한 자신을 검찰에 고소한 인사 청탁자를 맞고소해 무고한 혐의에 대해서는 별도로 징역 8월을 선고했다.[2] 그러나 8월 5일 항소심에서는 원심을 깨고 벌금 500만원이 선고되었다. 항소심 재판부는 "피고인이 돈을 받은 것은 사실이나 관련 증거와 증언을 따져봤을 때 이를 청탁의 대가로 볼 수는 없다"며 정치자금법 위반 혐의에 대해 무죄를 선고했다. 재판부는 그러나 금품수수 의혹이 불거진 당시 한 언론사가 이러한 의혹을 보도하자 해당기자를 명예훼손 혐의로 고소한 부분에 대해서는 무고죄를 인정했다.[3]

## 선거 결과
|  | 61.47% |

|  | 74.90% |

|  | 66.66% |

|  | 65.40% |

|  | 40.75% |

## 소속 정당
| 소속 정당 | 소속 정당      | 소속 기간 | 비고      |
| --------- | -------------- | --------- | --------- |
|           | 평화민주당     | 1988~1991 | 정계 입문 |
|           | 신민주연합당   | 1991      | 당명 변경 |
|           | 민주당         | 1991~1995 | 합당      |
|           | 무소속         | 1995      | 탈당      |
|           | 새정치국민회의 | 1995~2000 | 창당      |
|           | 새천년민주당   | 2000~2003 | 합당      |
|           | 무소속         | 2003      | 탈당      |
|           | 열린우리당     | 2003~2007 | 창당      |
|           | 대통합민주신당 | 2007~2008 | 합당      |
|           | 통합민주당     | 2008      | 합당      |
|           | 민주당         | 2008~2011 | 당명 변경 |
|           | 민주통합당     | 2011~2013 | 합당      |
|           | 민주당         | 2013~2014 | 당명 변경 |
|           | 새정치민주연합 | 2014~2015 | 합당      |
|           | 더불어민주당   | 2015~현재 | 당명 변경 |

## 같이 보기
- 전주시 완산구 (선거구)
- 전주시 완산구 갑
- 전주시 완산구의 국회의원